# Xiajin
Der Kreis Xiajin (chinesisch 夏津县, Pinyin Xiàjīn Xiàn) ist ein Kreis in der chinesischen Provinz Shandong. Er gehört zum Verwaltungsgebiet der bezirksfreien Stadt Dezhou. Xiajin hat eine Fläche von 881,8 km² und zählt 500.514 Einwohner (Stand: Zensus 2010). Sein Hauptort ist die Großgemeinde Xiajin (夏津镇).

## Administrative Gliederung
Auf Gemeindeebene setzt sich der Kreis aus zwei Straßenvierteln, zehn Großgemeinden und zwei Gemeinden zusammen. 